# Falsterbo Fyr
Falsterbo Fyr (svensk: Falsterbo fyr) ligger på stedet for det ældste kendte fyr i Skandinavien. Nordøst for fyret ligger byen Skanør-Falsterbo, sydøst for fyrtårnet findes noget af det fineste sandstrand i Sverige og omkring fyrtårnet ligger Falsterbo Golfklubs golfbane. Mod syd ligger det 785 ha store Måkläppens naturreservat.

## Historie
Søruten forbi Falsterbo-halvøen har altid været farlig på grund af de bevægende sandbanker skjult i havet. Det første fyr blev tændt af tyske munke allerede i det 13. århundrede. På det tidspunkt var Falsterbo et vigtigt handelscentrum i Danmark. Fyret var placeret på det daværende yderste punkt. Da handelen blev mindre vigtig i det 16. århundrede var der perioder uden fyrtårn ved Falsterbo. Dette forårsagede store tab af skibe ud for kysten ved Falsterbo.
I 1630'erne blev den åbne ild erstattet med et vippefyr. En jernkurv fuld af brændende kul blev hejst op og ned balancerende på en stang. Dermed bevægede lyset sig og blev lettere at opdage. Det brændende kul var intenst rødt og kunne ikke forveksles med en stjerne eller en skibslanterne. Resterne af fyrstedet er stadig synligt som en lille klippeknold af aske og kul som kaldes for "Kulbakken" (svensk: Kolabacken). Mod slutningen af det 18. århundrede blev vippefyret flyttet til stedet hvor det nuværende fyrtårn står, tættere på den nye kystlinje.
Fyrtårnet blev bygget i årene 1793–96, og "lyset" bestod af brændende kul på toppen. I 1842–43 blev de øverste riflede dele udskiftet med den nuværende lanterne. Kul blev erstattet med olie. Olien var meget brandfarlig og fyrbøderne måtte vægte lampen hele natten. For at lyset skulle glimte periodisk, blev en skærm flyttet rundt om lanternen af tunge lodder. Omkring 1850 opførtes et fyrbøderhus ved siden af fyret. I slutningen af det 19. århundrede blev endnu et hus bygget til fyrbøderens assistenter. Selv da olien blev erstattet med paraffin og senere gas, skulle skærmen stadigvæk flyttes rundt. Da elektrisk lys blev installeret i 1935 blev skærmen fjernet samt en stor del af personalet. Kun én fyrbøder forblev tilbage. I 1972 blev fyret automatiseret, og den sidste fyrbøder pensioneret.
Fyrtårnet er 25 meter højt og 12 meter bredt. I dag har det ikke har nogen betydning som sømærke, og derfor er lyset ikke særlig stærkt (ca. 4000 candela). Det var helt slukket i årene 1990–93. Lysintervallet gentages med fire sekunder tændt, et sekund slukket osv. Fyrtårnet erklæredes byggnadsminne den 17. august 1993.